# 岸慶
岸慶（がんけい、文化8年（1811年） - 嘉永元年10月18日（1848年11月13日））は、江戸時代後期の岸派の絵師。姓は佐伯、名は昌慶。字を士（子）善、号に台岳、護堂。岸駒の孫に当たる。

## 経歴
岸岱の長子として生まれ岸派の日本画を学ぶ。祖父・父同様有栖川宮家に仕え、禁裏絵所に出仕、主殿寮生火官人として官位と長門介を拝領した。『平安人物誌』では文政13年（1830年）から天保9年（1838年）に載り、生前京都で高い評価を受けていたことがわかる。しかし、父岸岱より先に没したため、岸派の当主となることもなく、目立った活動は知られていない。画風は、岸駒以来の肥痩ある線を忠実に学んで再現している。

## 代表作
- 龍虎図屏風 （富山県南砺市・善徳寺） 六曲一双 紙本墨画
- 群鶴図 （個人蔵）　六曲一隻 紙本墨画淡彩 款記「長門介岸慶」/「岸慶」白文方印・「士善」朱文方印[2]

## 系譜
- 岸礼、岸誠は弟。